# Heilige-Familiekerk (Asbeek)

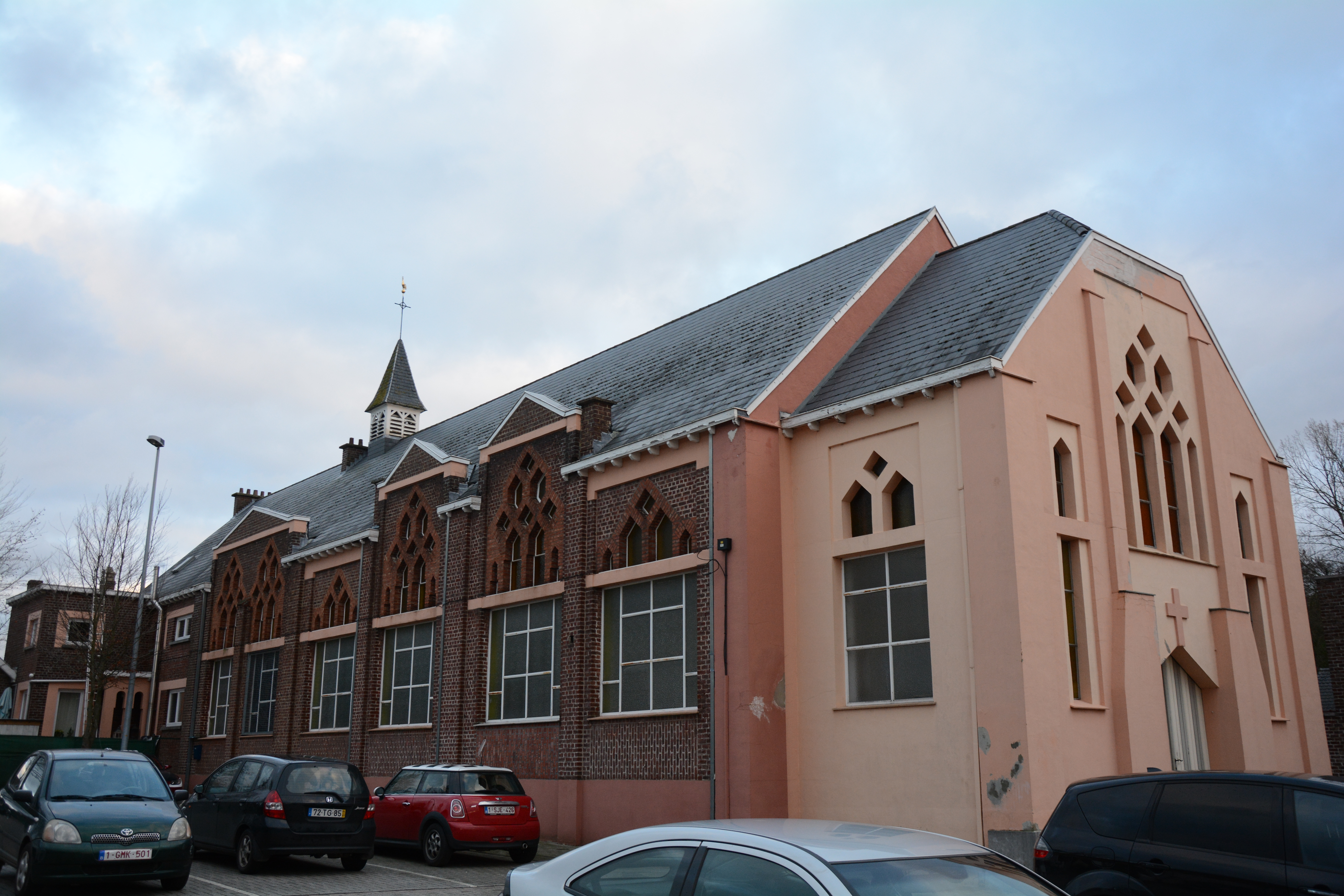
Heilige-Familiekerk

De Heilige-Familiekerk is de parochiekerk van de tot de Vlaams-Brabantse gemeente Asse behorende plaats Asbeek, gelegen aan Kespier 22.
Het betreft een filiaalkerk van de Sint-Martinusparochie te Asse die in 1930 werd ingezegend.
Het betreft een eenvoudige zaalkerk op rechthoekige plattegrond, ontworpen door Petrus Van den Cruyce. Voor de kerk vindt men een iets lager ingangsportaal, evenals de rest van het gebouw uitgevoerd in art-decostijl. Aangezien het ingangsportaal geel gepleisterd is steekt het af tegen de eigenlijke kerk waarvan het materiaal, baksteen, direct zichtbaar is. De benedenste helft van de kerkvensters is begin jaren '60 van de 20e eeuw gemoderniseerd, terwijl de bovenzijde daarvan nog de art-decostijl toont.
De kerk wordt gedekt door een zadeldak, waarop zich een dakruiter bevindt.